# حمدالله مستوفی
خواجه حَمْدُاللهِ بْنِ تاج‌الدّینْ ابوبَکْرِ بْنِ نَصْرِ مُسْتوفی قَزْوینی (۶۸۰ ه‍.ق قزوین – ۷۵۰ ه‍.ق قزوین) شناخته‌شده با نام حَمْدُاللهِ مُسْتوفی قَزْوینی صاحب‌منصب، جغرافی‌دان، مورّخ و شاعر ایرانی قرن هشتم و اواخر عهد ایلخانی بود. او از خاندان مستوفیان قزوین است که از قدیمی‌ترین قبایل قزوین بودند و مدت‌ها تصدی حکومت آن شهر برعهده داشتند؛ برخی هم از مقامات و متصدیان مشاغل دیوانی بوده‌اند. پدر حمدالله نیز باعنوان «مستوفی» در دستگاه حکومتی ایلخانان خدمت می‌کرد. مستوفی نزد رشیدالدّین فضل‌الله همدانی تقرب داشت و به‌واسطه او چندی حکومت ابهر، زنجان، طارم و استیفای مالیات آن ناحیه به وی واگذار شد. او غالباً به‌شغل دبیری و دیوانی اشتغال داشت و مشتاق کسب اطلاعات تاریخی در مورد ایران و سایر نقاط جهان بود.
عمده زندگی و حیات ادبی مستوفی در دوران سلطنت اولجایتو، ابوسعید و شاهزادگان بعد از آنان بوده است. دوره استیلای مغول مضاف بر انهدام آثار تمدنی و تنزل سطح علم و فرهنگ، یکی از دوره‌های روشن حیات عقلی ایران نیز بود. با وجود این، تألیفات نویسندگان قبل از این دوران هرگز با بعد از آن قابل مقایسه نیست. حمدالله از شُعرا و منشیان مطلع زبان فارسی بود و اغلب با فضلا و عالمان دستگاه رشیدالدّین فضل‌الله آمیزش و مباحثه داشت. پس از قتل رشیدالدّین، او به‌پاس سابقه خدمتگزاری که نسبت به خاندان رشیدی داشت، در حلقه متقربین پسرش غیاث‌الدّین محمد داخل گردید. مستوفی نیز وقایع‌نامه‌ای که یک تاریخ جهانی بود برای غیاث‌الدّین محمد مکتوب ساخت.
رشیدالدّین فضل‌الله همدانی نویسنده کتاب جامِعُ‌التَّواریخ از مشوقان حمدالله برای نگارش آثارش بوده است. حمدالله از خود سه اثر مهم تاریخی مرقوم فارسی به یادگار گذاشته است؛ کتاب تاریخِ گُزیده که خلاصه تاریخ جهان، ایران و اسلام است، نُزْهَةُالقُلوب که مفسر و شارح دانش جغرافیایی و یکی از اولین دانشنامه‌های فارسی بوده است و ظَفَرنامه که منظومیست مشتمل بر هفتادوپنج‌هزار بیت بر وزن شاهنامه. او همچنین صاحب کهن‌ترین تصحیح موجود از شاهنامه است که امروزه با نام شاهنامه مستوفی شناخته می‌شود. آثار مستوفی از مهم‌ترین مراجع استدراک وقایع و استنباط وضعیت حیات مردم در دوران سلطنت ایلخانیان هستند. حمدالله مستوفی در ۷۵۰ هـ. ق درگذشت و در محله پنبه‌ریسه قزوین دفن شد. آرامگاه او نیز به‌عنوان یکی از آثار ملی ایران به ثبت رسیده است.

## منبع‌شناسی

### شرح حال
- در خصوص زندگی‌نامه حمدالله مستوفی معلومات زیادی در دسترس نیست و منحصراً برگفته از تألیفات خود اوست.[۵] در مرقوماتی نظیر تاریخ گزیده نوشته حمدالله مستوفی به‌تصحیح عبدالحسین نوایی، تاریخ مفصل ایران (عهد مغول) نوشته عباس اقبال آشتیانی، تاریخ ادبی ایران از سعدی تا جامی نوشته ادوارد براون به‌ترجمه علی‌اصغر حکمت، تاریخ ادبیات در ایران تألیف ذبیح‌الله صفا و حبیب‌السیر فی اخبار افراد البشر تألیف غیاث‌الدّین خواندمیر به‌تصحیح محمد دبیرسیاقی می‌توان به شرح احوال وی دست یافت.[۶]

### نگارش
- تاریخ گزیده به‌گواه مستوفی با مستخرجات بیست و سه منبع کتابت شده است: سیرةالنبی ابن هشام، قصص‌الانبیاء تفسیر الثعبی، رساله قشیریه، تذکّرةالاولیاء عطّار، التدوین الرافعی، تجارب‌الامم ابن مسکویه، مشارب‌التجارب، دیوان‌النسب، تاریخ محمّد بن جریر طبری، تواریخ کبارالامم حمزه اصفهانی، تاریخ کامل ابن اثیر، زبدةالتواریخ ابوالقاسم کاشی، نظام‌التواریخ قاضی بیضاوی، عیون‌التواریخ ابوطالب الخازن بغدادی، کتاب‌المعارف ابن قتیبه دینوری، تاریخ جهانگشای عطاملک جوینی، ترجمهٔ تاریخ یمینی ابوالشرف جرفادقانی، سیرالملوک نظام‌الملک، شاهنامه فردوسی، سلجوق‌نامه ظهیری نیشابوری، مجمع ارباب‌المسلک رکن‌الدین جوینی، استظهارالاخبار احمد دامغانی و جامع‌التواریخ رشیدالدّین فضل‌الله همدانی.[۷]
- مستوفی همین‌طور منابعی را تعداد می‌کند که از مستخرجات آن درجهت نزهةالقلوب استعمال کرده است: صورالاقالیم ابوزید بلخی، التبیان احمد بن عبدالله، المسالک و الممالک عبدالله بن خردادبه، جهان‌نامه محمد بن نجیب، طبقات همدانی محمد بن سعد الواقدی، عجایب‌المخلوقات زکریا بن محمد قزوینی، آثارالبلاد و اخبارالعباد قزوینی، فارسنامه ابن بلخی، ذکر ولایت کرمان ناصرالدین منشی کرمانی، عجائب‌البحر امام علی بن عیسی الحرانی، آثار الباقیه عن القرون الخالیه ابوریحان بیرونی خوارزمی، کتاب‌التفهیم ابوریحان بیرونی، ارشاد حافظ خلیل قزوینی، رساله ملکشاهی در وصف ممالک منظور ملکشاه، تاریخ اصفهان عبدالرحمن بن محمد اصفهانی، رسالة السنجریه فی الکائنات العنصریه عمر بن سهلان ساوجی، عجائب‌الاخبار، معجم‌البلدان ابوعبدالله یاقوت حموی، تحفةالغرایب، صورالکواکب ابوالحسن صوفی، تاریخ مغرب و اخلاق ناصری و تنسیق‌نامه ایلخانی نصیرالدین طوسی.[۸]

## دوران معاصر آن

### سیاست و حکومت
در اوایل سده هفتم هجری اقوام مغول به‌رهبری چنگیزخان به سرزمین ایران حمله کردند. چنگیزخان پس از چندین سال جنگ با امپراتوری خوارزمشاهی، نهایتاً مجبور شد به سرزمین اصلی خویش مغولستان برگردد و ادامه فتوحات را به‌عهده سردارانش بگذارد. بعد از مراجعت چنگیز به مغولستان، سرداران او به‌استعانت افراد ایرانی چون خاندان جوینی به‌اداره امور پرداختند و فتوحات را در غرب کشور ادامه دادند. نزدیک به سی‌سال وضع سیاسی ایران بدین صورت ادامه داشت و بلاتکلیفی در کلیه شئون به‌چشم می‌خورد که به دوره فترت معروف است. در این مدت، مغولان در شرق آسیا به‌سرزمین چین دست‌یافتند و دولت خود را به‌مرکزیت خان‌بالغ استحکام بخشیدند. سپس هولاکوخان را برای گسترش فتوحات مغول به غرب آسیا فرستادند. او مأمور به تأسیس حکومت ایلخانی، تأمین امنیت برای مغولان و برانداختن اسماعیلیان ایران و خلافت عباسی بود. هولاکو در اوایل ۶۵۴ هـ. ق از جیحون گذشت و پس از تصرف نواحی مختلف ایران، دولت‌های محلی را که از پیش دست‌نشانده چنگیزخان و سرداران او بودند مطیع خود کرد. وی شهرستان مراغه آذربایجان را به پایتختی برگزید و خود را «ایلخان» نامید و دولت «ایلخانی» را بنیان نهاد.

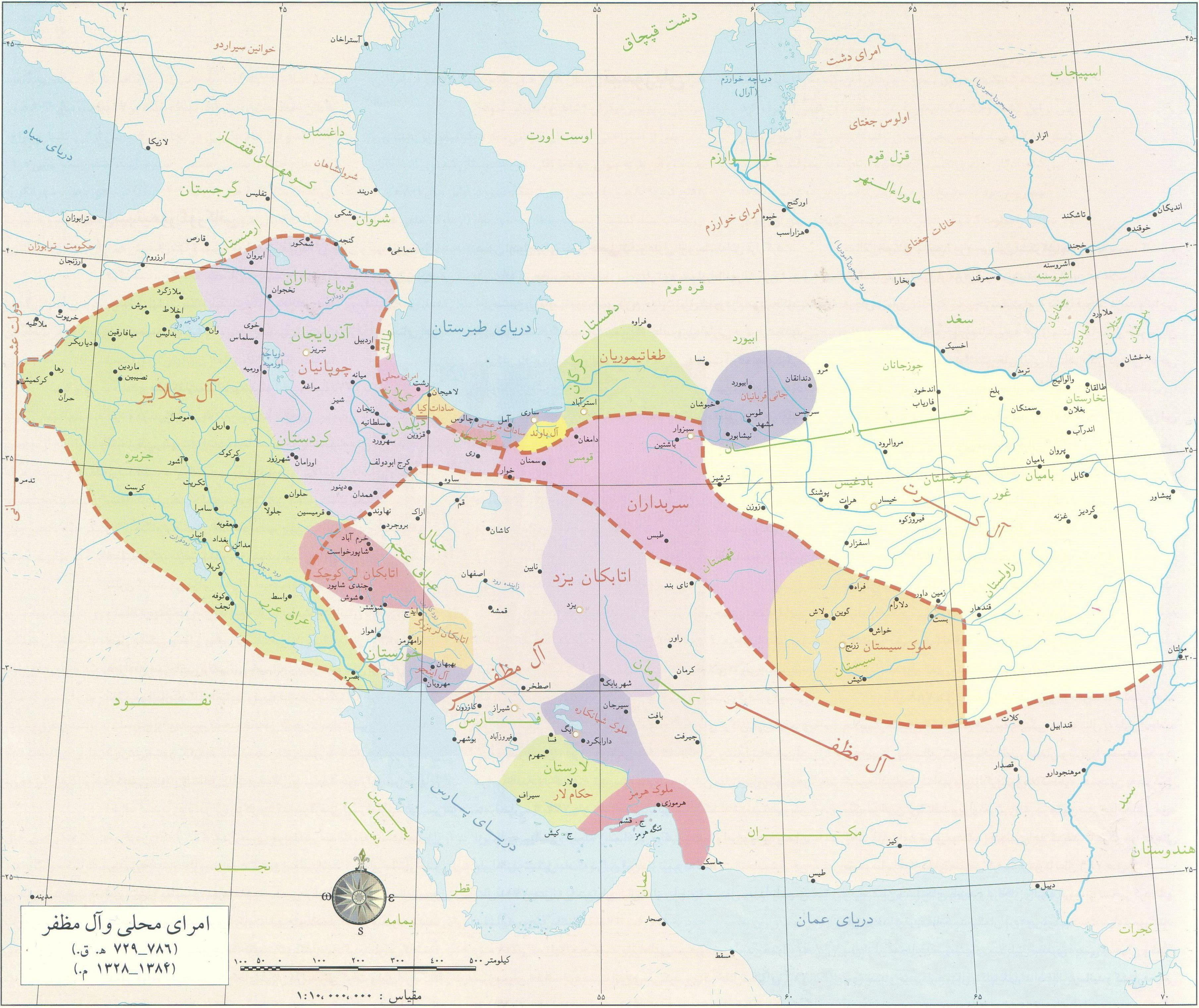
نقشه ایران در دوران هَرج‌ومرجِ ملوک‌الطوایی.

حیات حمدالله مستوفی در زمان حکومت ایلخانیان بود به‌خصوص اولجایتو و تا آخرین حاکم ایلخان ابوسعید ادامه داشت. هولاکوخان و جانشینان او جمعاً ۸۲ سال بر ایران حکومت کردند و این مدت در تاریخ ایران به دوره حکومت ایلخانان معروف است. این برهه یکی از ادوار پرتحول تاریخ ایران نیز است. در این دوره بود که خلافت بغداد برافتاد و تشیع و تصوف رو به‌گسترش نهاد؛ همین‌طور مذاهب و ادیان مختلف، علی‌الخصوص مسیحیت با استفاده از فرصت پیش‌آمده در این سرزمین به‌فعالیت پرداختند. ایلخانیان هم درپی انگیزه‌های سیاسی و اجتماعی خود به اسلام گرویدند. واپسین ایلخان مغول ابوسعید بدون این‌که از خود پسری برجای گذارد در ۷۳۶ هـ. ق به‌خاطر افراط در عشرت و خوش‌گذرانی درگذشت و چون وارث قانونی دیگری برای نشستن بر تخت برجای نمانده‌بود، هریک از مدعیان حکومت و امیران خاندان‌های مغول به بهانه‌ای علم جنگ برافراشتند. در قلمرو وسیع ایلخانیان که مشتمل بر بخش اعظم آسیای صغیر و بین‌النهرین، ماوراء ارس و خزر تا جزایر خلیج فارس (هرمز، کیش و بحرین)، جلگه سند، کوه‌های هندوکش و سرحد ماوراءالنهر بود، شورش‌ها یکی پس‌ازدیگری به‌وقوع پیوست. این جنبش‌ها که چیزی جز مبارزه قومی و قدرت‌طلبی نبود، سرانجام به پیدایش سلسله‌های محلی و نظام ملوک‌الطوایفی انجامید. تجزیه ممالک ایلخانی آغاز گشت و حکومت‌های آل جلایر، امرای چویانی، آل مظفر، آل اینجو، طغاتیموریان و امرای سربداری به میان آمدند. سلسله‌هایی که مقارن حمله مغول وجود داشتند یا در دوران حکومت ایلخانیان پدید آمدند به‌مثابه سلغریان، ملوک شبانکاره فارس، اتابکان یزد، اتابکان لرستان، قرختائیان کرمان، آل کرت هرات و ملوک طبرستان با قبول ایلی باقی‌ماندند. بعضی‌هم در دوره حکومت ایلخانیان منقرض و بعضی پس‌از سقوط به حکومت ادامه دادند. دوره حکومت این امارت‌ها چندان طولانی نبود و قسمت بزرگی از عهد و تسلّط آن‌ها در ضعف و زدوخورد با امرای دیگر می‌گذشت و مجموعاً وسایل مؤثری برای ادامه انحطاط مدنی ایران شمرده‌می‌شدند و تنها در دوره قدرت خود فرصت دخالت در امور عمرانی، علمی و ادبی را حاصل می‌کردند.

### زبان و شعر و ادبیات فارسی
یکی از علل ترقّی ادبیات در ایران، همواره تشویق دربارهای سلطنتی و خاندان‌های ریاست و ثروت بوده است. پس از حمله مغول، جز معدودی از خاندان‌ها و سلاطین ایرانی باقی ماندند که آن‌ها هم به‌تدریج از میان رفتند و حکومت قاهری از متغلّیان مغول و تاتار به‌وجود آمد که چندان خریدار دانش و ادب نبودند. از رویی، نابودی نزدیکاً تمام مراکز مهّم دانش و ادب در مشرق ایران بر اثر حمله مغول و همین‌طور نابود گردیدن بخش بزرگی از آثار ادبی و علمی، باعث قطع ارتباط ایران با ایران پیش از مغول شد. در آغاز قرن هفتم هجری نیز، تمدّن در مشرق و مرکز ایران به‌مراحل عمده‌ای از ترقّی رسید و شمار دانشمندان و اهل علم، عرفان و ادب بسیار زیاد شد که با حمله مغول عده‌ای کشته‌شده و الباقی به ممالک مجاور گریختند. زبان فارسی نیز با درآمیختن زبان عربی با آنچه در قرون مقدّم بود تفاوت یافته و استوار شده‌بود و شعر و نثر به‌طور قطع به نواحی دیگر ایران یا به‌نواحی خارج از ایران منتقل گردید. در این دوران بود که لغات ترکی و مغولی به‌دلیل حکومت مغول در ایران به زبان فارسی وارد شدند. شاعرانی چون پوربهای جامی به ساخت ادبیات ملمّع مغولی و فارسی پرداختند. همین‌طور ساختن اشعار ترکی به‌وسیله شاعران فارسی‌گوی و سرودن اشعار ملمّع فارسی و ترکی معمول گردید.
در سده‌های هفتم و هشتم، زبان فارسی دنباله رواجی را که در عهد مقدّم داشت، رها نکرد و حتّی از حدودی که پیش از آن رسیده‌بود، فراتر رفت. هندوستان نیز به‌علّت مهاجرات‌های بزرگ ایرانیان از طبقات مختلف رجال، مستوفیان، دبیران، علما و مشایخ صوفیه، جولانگاه بزرگ زبان و ادب فارسی شده‌بود. درباریان دولت‌های مسلمان هند که تربیت‌شده در دستگاه غوریان و رجال و سرداران ایرانی بودند به‌طور به‌سزایی ناشر زبان و فرهنگ ایرانی گردیده که حتّی اعیاد و رسوم درباری ایران را با وفاداری بسیار در آن سرزمین نگاشته‌بودند. با حمله مغول و احوالات آن، شعر فارسی جنبه نیرومند درباری خود را تا حدّ زیادی از دست داد زیرا حکومت اصلی و مرکزی ایران در ایران عهد غیر فارسی‌زبان بود و طبعاً به زبان و ادب فارسی التفاتی نداشت. بدین ترتیب، شعر و نثر فارسی در دربارهای اصلی و مراکز بزرگ حکومت کمتر مورد توجّه قرار گرفت و بلکه بیشتر در دربارهای کوچک ناپایدار باقی ماند. همین‌طور شعر و ادب از رونق و رواج افتاد و نظم و نثر فارسی بیشتر جنبه عمومی یافت تا درباری. شعر مدحی یا درباری نیز برخلاف چناچه تصور می‌شود، از بین نرفت بلکه ضعیف گشت و در این ضعف مدّت‌ها باقی ماند. قصیده‌سرایانی مانند اثیرالدّین اومانی، بدر جاجرمی، مجد همگر، رکن صاین، ابن یمین، سلمان ساوجی از سرودن اشعار مدحی غافل نمی‌نگشتند. شاعرانی هم مانند سیف‌الدّین محمّد فرغانی با این‌که مهارتشان در قصیده مسلّم است، اما قلمشان را از ثناخوانی و مدح برحذر می‌داشتند.

## تاریخچه زندگی

### تولد و تبار

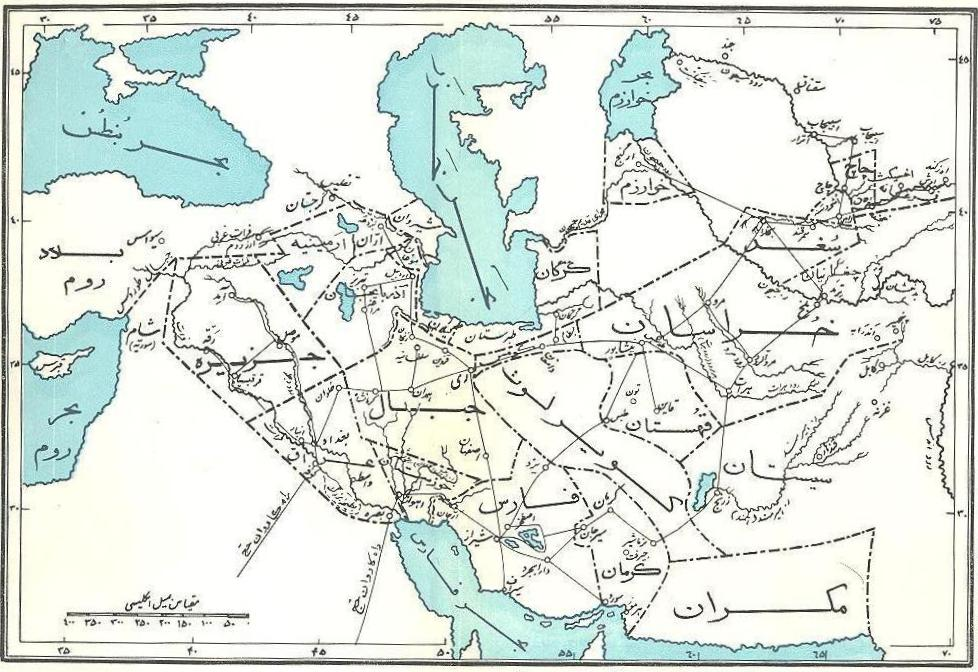
نقشه استان‌های ایران در زمان خلافت عباسی. عَراقِ عَجَم را ناحیه جبال می‌گفتند. جبال نیز جمع جَبَل، به‌معنای کوهستان یا تپه است. وَجهِ تَسمیه آن به‌دلیل کوهستانی بودن منطقه به‌جز ناحیه شمالِ شرقی‌اَش است.

حمدالله مستوفی قزوینی در ۶۸۰ ه‍.ق / ۱۲۸۱ مـ. در شهر قزوین واقع در عراق عجم، منطقه‌ای منطبق بر غرب ایران دیده به‌جهان گشود. خانواده او از اعراب بودند که نسبشان از حُرّ بن یَزید ریاحی متفرع است و در قرون نهم و دهم حاکمیت شهر را برعهده داشته و پس از ظهور غزنویان، به‌عنوان محاسب مالی عالی‌رتبه خدمت کردند. مستوفیان از دیرباز در قزوین ساکن‌شده و قبول مشاغل دیوانی کردنده‌بودند. پدر حمدالله خود باعنوان مستوفی در دستگاه ایلخانان خدمت می‌کرد. جدّ چهاردهم او، ابومنصور کوفی در ۲۲۳ هـ. ق همراه با سپاهیانی به‌حکومت قزوین منصوب شد و از آن پس خاندانشان در همان شهر باقی‌ماند و مدّت‌ها متصدی حکومت قزوین بودند. برادر حمدالله، فخرالدّین احمد از کُتّاب‌وشُعرای عهد اولجایتو و ابوسعید بود و در دیوان مشاغلی داشته است. خانواده مستوفی از تعلیمات کافی در ادب، تاریخ و اطلاعات عمومی برخوردار بودند و ازهمین جهات امین‌الدّین نصرالله و فخرالدّین فتح‌الله، برادران دیگر حمدالله متصدی مشاغل دولتی و صاحب ثروت و دستگاه بودند. جدّ دوّم او، امین‌الدّین نصر، نخست مستوفی عراق بود که از آن زمان به بعد لقب این خاندان شد. امین‌الدّین نصر پس از ترک مقام، به اعتزال و اعتکاف روی‌آورد و پس از حمله مغولان به ایران و غارت قزوین در ۱۲۲۰ مـ. توسط آن‌ها کشته شد. حمدالله در کودکی و نوجوانی در زادگاه خود به کسب علم و دانش پرداخته و از نوجوانی سرایش اشعار خویش را آغاز کرد. در جوانی علی‌رغم علاقه فراوان به تاریخ، جغرافیا، شعر و ادب، همانند اجداد خویش جذب مشاغل دیوانی شد.

### انتصاب به مستوفی‌گری
با وجود اینکه جدّشان توسط مغول‌ها کشته شد، مستوفی‌ها به آن‌ها خدمت بسیار کردند و به شهرت دست‌یافتند. پسرعموی بزرگش فخرالدّین محمد مستوفی مدت کوتاهی وزیر ایلخانان بود و برادرش زین‌الدّین محمد نیز دستیار وزیر و مورّخ عالیه رشیدالدّین همدانی بود. فخرالدّین محمد و سعدالدّین مظفر مستوفی، پسرعموی دیگر حمدالله نیز در عهد امیر بوقا و برادرش امیر آروغ در دیوان عراق مساند مهمی داشته‌اند. مستوفیان از جمله خاندان‌های عراق عجم بودند که در زمان مغولان به شهرت رسیدند. در همین احوال، رقابت بین عراقی‌های عجم و خراسانی‌ها به‌ویژه مستوفیان و جوینی‌ها به‌سبب برتری‌جویی پدیدار شد که در آثار مستوفی نیز مشهود است و در برخی موارد ذکر احوال جوینی‌ها محذوف گشته است. فخرالدّین محمد و سعدالدّین مظفر مستوفی از جمله کسانی بودند که برای استیصال خاندان جوینی کوشش داشتند. شرف‌الدّین هارون پسر صاحب‌دیوان عراق در ۶۸۵ ه‍.ق امیر آروغ را به‌قتل سعدالدّین مظفر واداشت، سعدالدّین در عراق به‌قتل رسید و جسد او به قزوین برده‌شد. برادرش فخرالدّین محمد به‌سبب انتقام، امیر آروغ را در همان سال به‌قتل هارون تحریک کرد و پسر صاحب‌دیوان نیز در همان سال کشته‌شد. حمدالله مستوفی متقرب به رشیدالدّین فضل‌الله بود و از آغاز جوانی به‌خدمات دیوانی اشتغال داشت و درصدد استمرار پیشه خاندانش در ۷۱۱ ه‍.ق / ۱۳۱۱ مـ. به‌عنوان حاکم و حسابدار مالی زادگاهش قزوین و سایر بخش‌های هم‌جوار از جمله ابهر، زنجان و طارم انتصاب یافت و مدّتی نیز متصدی تقریر اموال بغداد گشت. او همین‌طور سفرهایی را به تبریز، بغداد، شیراز و اصفهان به‌جهت ادای وظایف دیوانی و شغل استیفاء انجام داد.

### اشتغال و حرفه و تألیف آثار
حمدالله از خواص و کُتّاب زبردست رشیدالدّین فضل‌الله بود و او را در ۷۱۱ ه‍.ق پس از قتل صاحب‌دیوان سعدالدّین ساوجی و استقلال در کارها، بر حکومت و استیفای مالیات آن مناطق برگماشت و برادرش زین‌الدّین محمد نیز در عهد آن، نایب دیوان وزارت بود. رشیدالدّین همدانی او را به این منصب ارتقاء داد و مسبب علاقه حمدالله به تاریخ شد، همین‌طور او را ترغیب به نوشتن ظفرنامه، مابعد شاهنامه فردوسی، در ۱۳۲۰ مـ. کرد. تجارب‌الامم فی اخبار ملوک العرب والعجم که برگردانی کهن از کتاب نهایةالارب فی اخبار الفرس و العرب است، مستوفی را مترجم خطاب کرده است و باعث شد تا برخی از دانشمندان او را مترجم بدانند در صورتی‌که چنین نمی‌باشد. حمدالله نیز از شُعَرا و مُنشیان مطلع زبان فارسی و از علاقه‌مندان به وطن خود ایران بود؛ او از جوانی شوقی مفرط به‌تحصیل اطلاعات تاریخی و مباحثه با فضلای معاصرش داشته و غالباً با آن‌ها هم‌صحبت می‌شد، علی‌الخصوص در دستگاه رشیدالدّین همدانی که مرکز اجتماع آن‌ها بوده و او نیز تمتّع بسیار کرد. مستوفی در ۷۳۵ ه‍. ق، / ۱۳۳۴ مـ. ظفرنامه، این اثر مشتمل بر ۷۵٬۰۰۰ بیت را به‌پایان رساند که تاریخ دوران اسلامی را تا عصر ایلخانان گزارش می‌دهد. پس از قتل رشیدالدّین فضل‌الله، حمدالله مستوفی به‌حکم سابقه خدمتگزاری که نسبت به خاندان رشیدی داشت در سلک ملازمان پسرش غیاث‌الدّین محمد داخل شد. نخستین اثر مستوفی، تاریخ گزیده که پیش‌تر نیز در ۷۳۰ ه‍.ق / ۱۳۳۰ مـ. به‌رشته تحریر درآمد، رویدادنامه‌ای مشابه با ظفرنامه بود. رویدادنامه‌ای که برای غیاث‌الدّین محمد، پسر رشیدالدّین مکتوب شد، یک تاریخ جهانی بود و وقایع پیامبران، جهان اسلام و پادشاهان پیش از اسلام ایران را روایت می‌کرد. از زندگی مستوفی در اواخر حکومت ایلخانیان و بعد از قتل غیاث‌الدّین محمد در ۷۳۶ هـ. ق اطلاعی در دسترس نیست، جز این‌که او بین تبریز و بغداد سفر کرده است، اما حیات او تا ۷۴۰ هـ. ق که سال تألیف نزهةالقلوب است، مسلّم است.

### سفر به شیراز و بازگشت به قزوین و مرگ
مستوفی در ۷۴۰ ه‍.ق / ۱۳۳۹ مـ. در ساوه ساکن بود و برای حاجی شمس‌الدّین زکریا، داماد غیاث‌الدّین محمد که وزیر حسن بزرگ جلایری ح. ۱۳۳۲ مـ. / ۱۳۳۷ مـ. بود، اشتغال داشت. او سعی می‌کرد در اداره امور دیوانی اعانت کند اما عن‌قریب پس از عقب‌نشینی حسن جلایری به بغداد به‌دلیل شکست از حسن کوچک چویانی کنار رفت. حمدالله در امر بازگشت مردد بود چراکه نمی‌دانست به زادگاهش قزوین بازگردد یا به جنوب ایران که ایمن‌تر بود نقل کند. او در نهایت تصمیم می‌گیرد برای کسب ثروت و منزلت بیشتر عازم شهر شیراز در جنوب ایران شود اما با استقبالی که در دربار امیرمسعودشاه آل اینجو ح. ۱۳۳۸ مـ. ۱۳۴۲ مـ. از او به عمل آمد از این جدّیت منفعل و از عهد خویش صرف‌نظر کرد. با این اوصاف، او ده ماه دیگر در آن‌جا اقامت گزید تا این‌که به دلیل هرج‌ومرجی که در طول مبارزه سلسله اینجو برای تاج‌وتخت به‌وجود آمد، تصمیم به عزیمت گرفت. مستوفی پس از بازگشت به شمال، در شهرهای آوج، ساوه، کاشان و اصفهان مورد استقبال قرار گرفت و عاقبت‌الامر در پایان ۱۳۴۰ مـ. به قزوین مراجعت نمود. او در اشعار خود به بیماری و آشفتگی‌هایی که در این دوران متحمل‌شده اشاره می‌کند و این‌که پس از جلب همدردی حامی ناشناس، احتمالاً حسن بزرگ، عافیت می‌یابد. اندر همین احوالات بود که مستوفی اثر جهان‌شارح و جغرافیایی نزهةالقلوب را به تمام می‌رساند. او مسلماً بعد از ۷۴۰ هـ. ق یعنی در ۷۵۰ ه‍.ق / ۱۳۳۹/۴۰ مـ. در قزوین درگذشت و در مقبره‌ای گنبدی شکل به خاک سپرده‌شد.

## تاریخ‌نویسی در عصر مغول
اقوام مغول مردمانی به‌دور از فرهنگ، ادب، هنر و دنیای متمدّن بودند و به آداب و رسوم درباری آشنایی نداشتند. پس از سیطره آنان، آداب و رسوم ایرانی منسوخ و قوانین و قواعد آن‌ها جایگزین گشت. با تغییر آداب و رسوم و دور شدن از فضای ادبی و هنری، تأثیراتی نیز بر روی نظم و نثر فارسی به‌میان آمد. مغولان جز خطّ اویغوری نمی‌دانستند و به زبان فارسی تسلّط نیافته، همین‌طور ادب منشیانه را نیاموخته و با روش متکلّفانه، مصنوع و نثر فضلا و عالمان بیگانه بودند. با این‌که مغولان دست به ویرانی سرزمین ایران زدند، اما بعدها توسّط علما و دانشمندان ایرانی تغییر خلق و خو داده، تا جایی‌که خود حامی شعرا و فضلا و بانی بسیاری از آثار مهم گشتند.
اگرچه تسلّط مغول ضربه مهلکی بر پیکر فرهنگ و معارف ایران وارد کرد و کتب، مجامع علمی، مراصد و سایر مراکز علمی نابود گردید، اما به‌خاطر علاقه و الفتی که خانان مغول پس از چنگیز به ذکر اجداد خود داشتند و برای این‌که بتوانند یاد اسلاف، نیاکان و فتوحات خود را زنده نگه دارند، به تاریخ و نوشتن آن توجّه بسیار کردند، تا جایی‌که مورّخان و فضلا را به وادار به تحریر تاریخ می‌ساختند. ایلخانان نیز که جانشینان مغولان بودند، توجّه زیادی به این کار داشتند. چنان‌که غازان خان، اولجایتو و ابوسعید بهادرخان و دیگر ایلخانان به مورّخانی چون رشیدالدّین فضل‌الله همدانی چنان اختیاری دادند تا مورّخان و دانایان را از سراسر ایران و سایر ممالک گردآوری کند و به نوشتن کتاب جامع‌التواریخ که تاریخ اجداد ایلخانان است بپردازند. همین‌طور در بازه سده‌های هفتم و هشتم است که تواریخ معتبر و بسیاری به‌مثابه تاریخ جهانگشای، تاریخ اولجایتو، تاریخ مبارک غازانی، تاریخ وصّاف، طبقات ناصری، نظام‌التواریخ، تاریخ بناکتی، سیرت جلال‌الدّین مینکبرنی و نفثةالمصدور به‌زیور نثر آراسته گشتند. در این دوره بود که توانمندان شعر و نثر فارسی چون سعدی شیرازی، همام تبریزی و خواجه نصیرالدّین طوسی به‌تدوین آثار خویش مشغول بودند.

## آثار
حمدالله مستوفی را باید یکی از مورّخان و نویسندگان برجسته سده ۸ هـ. ق / ۱۴ مـ. دانست. از مجموعه آثار او می‌توان دریافت که وی، افزون بر دانش گسترده در تاریخ و جغرافیا، در نجوم و دانش‌های طبیعی و ادبی هم دستی نیرومند داشته است. مؤلفات او جمعاً سه کتاب مرقوم فارسی به‌نام‌های تاریخ گزیده، ظفرنامه و نزهةالقلوب است که دو مزبور اوّل در بهر تاریخ و اثر عقبی در باب جغرافیا است.
جز این‌ها باید از دو کتاب دیگر نام برد که تألیف آن‌ها به نحوی به حمدالله مستوفی منسوب شده است؛ نخست کتابی است با نام مفاخر التواریخ (مواخر التواریخ) که حاجی خلیفه از آن نام‌برده و اظهار می‌کند که حمدالله این کتاب را در ۷۲۴ هـ. ق به زبان فارسی و در ۲۵ باب تألیف کرده‌بود؛ سپس تصریح می‌کند که ابواب و مطالب تاریخ گزیده افزون‌تر از مفاخر التواریخ است. از آن‌جا که تاکنون نسخه‌ای از این کتاب شناسایی نشده است، نمی‌توان دربارهٔ آن به‌درستی نظر داد اما بعید نیست که کتاب یادشده نسخه خُردترِ همان تاریخ گزیده باشد.

### تاریخ گزیده
تاریخِ گُزیده در ۷۳۰ هـ. ق / ۱۳۳۰ مـ. تألیف شد و به‌نام غیاث‌الدّین محمد فرزند رشیدالدّین فضل‌الله موشّح است. این نسک یک تاریخ جهانی و نخستین اثر مستوفی می‌باشد که منتخبی از جامع‌التواریخ رشیدی است و از ادوار گوناگون و اقوام مختلف، وقایع پیامبران، جهان اسلام و پادشاهان پیش از اسلام ایران را روایت می‌کند. ظفرنامه ناقص آن‌زمان تفهیم می‌کند که تحریر تاریخ گزیده براساس منابع قبلی بوده و مستوفی نیز به‌طور کامل به آن اشاره کرده است. تاریخ گزیده معلومات ارزشمند و نفیسی را پس‌از مرگ غازان خان پادشاه ایلخانی در ۷۰۳ هـ. ق / ۱۳۰۴ مـ. بازگو می‌کند. همین‌طور داستانی سیاسی را شرح می‌دهد که با لحنی مثبت به پایان‌رسیده و غیاث‌الدّین محمد به‌وزیری ایلخانان منصوب می‌گردد. تاریخ گزیده مشتمل است بر یک مقدمه و شش باب که‌هریک از ابواب منقسم از چند فصل است و در انتها یک خاتمه منظور است. باب اوّل و دوّم به‌ترتیب شارح تعیش پیغمبران و پادشاهان پیش‌از اسلام می‌باشد و باب ماقبل آخر شامل شرح زندگی مشایخ، علما و شاعران ممتاز عرب و عجم است و به‌همین‌چم باب واپسین درمورد قزوین که مولد و منشأ مؤلف است، گزارش می‌کند. باب پنجم نیز همراه با اضافات از کتاب التدوین فی اخبار قزوین مأخوذ گشت. گفتنیست که این تاریخ‌نامه دارای نثری روان و ساده است. با این همه، در سده‌های اخیر این کتاب چندان مورد توجه ادبای ایرانی قرارنگرفته و شاید اگر مستشرقین توجّهی بدین اثر نمی‌نمودند همچنان در غفلت باقی می‌ماند.

### ظفرنامه
اثر ثانویه مستوفی منظومه‌ایست مثنوی به‌وزن بحر متقارب که ظَفَرْنامه نام دارد و متعاقب شاهنامه فردوسی است. نام آن به‌صراط وام از کتاب فارسی میانه پیروزنامه مأخوذ گشت. مستوفی نیز آن را ظفرنامه خواند و بیتی سرود که تقلید او از شاهنامه را آشکار می‌سازد. او در ۷۳۵ هـ. ق / ۱۳۳۴ مـ. این اثر مشتمل بر ۷۵٬۰۰۰ بیت را به سرانجام رساند که تاریخ دوران اسلامی را از زمان حیات محمّد بن عبدالله تا عصر ایلخانان، هنگام سلطنت ابوسعید مغول شرح می‌دهد. حمدالله در ابتدای تاریخ گزیده، به‌این تألیف منظوم اشاره می‌کند ولی در آن هنگام بیش‌از پنجاه‌هزار بیت نگفته‌بود و چندسال بعد بیست‌وپنج‌هزار بیت به‌آن افزود. ظفرنامه به سه بخش منقسم است؛ بخش اوّل به عرب و به‌قسم اسلامی، بخش دوّم به تاریخ عجم و احکام و بخش سوم متعلق به تاریخ مغول و سلطنتشان می‌باشد. همین‌طور مستوفی ۱۰٬۰۰۰ بیت آن را به هریک از هفت قرن‌ونیم هجرت بر طبق تقسیمات سال‌شماری به‌نظم درآورده و ۲۵٬۰۰۰ بیت آن را به عرب، ۲۰٬۰۰۰ بیت آن را به عجم و ۳۰٬۰۰۰ بیت آن را به مغول اختصاص داده است. حمدالله به‌گفته خودش وقتی شروع به‌نوشتن ظفرنامه کرد چهل‌ساله بود و پانزده سال را صرف کتابت آن کرده است.
| درین نامه از هفتصد و چند سال |  | بگفتم حکایت ز هر گونه حال   |
| سخن شد بهر صد ده اندر هزار   |  | بهفتاد و پنج آمد آن را شمار |

قسمت اولیه این کتاب به‌شدت تحت تأثیر جامع‌التواریخ رشیدی است (مستوفی نیز بدان اشاره می‌کند) اما نسبت به تاریخ گزیده، وابستگی کمتری در آن مشهود است. همین‌طور از جهاتی به تاریخ منظوم معاصر، شاهنامه چنگیزی شمس‌الدین کاشانی شباهت دارد. صرف‌نظر از این، ظفرنامه منبع اولیه ویژه‌ای برای سلطنت پادشاه ایلخانی اولجایتو ح. ۷۱۶–۷۰۳ هـ. ق / ۱۳۱۶–۱۳۰۴ مـ. و جانشینش ابوسعید بهادرخان ح. ۷۳۶–۷۱۷ هـ. ق / ۱۳۳۵–۱۳۱۶ مـ. است. ظفرنامه مستوفی اگرچه ازجهت مقام شِعری منزلت شاهنامه، گرشاسپ‌نامه اسدی و بوستان سعدی را ندارد اما از نمونه‌های متوسط شعر فارسی است و چون مؤلف در ضبط وقایع، نام اشخاص و بلاد دقت‌داشته، از مهم‌ترین منابع استنباط و فهم وقایع تاریخی خصوصاً از دوران استیلای مغول به‌حساب می‌آید. اهمیت این اثر توسط مورّخ عهد تیموری، حافظ ابرو تصدیق گشت که بسیاری از مصداق آن را در ذیل جامع‌التواریخ خود گنجانده‌بود. ظفرنامه نیز به‌مثابه تاریخ گزیده متصف به فرجام نیک است؛ زین‌باب مذکور است ابوسعید باموفقیت شورشی را سرکوب و به‌دنبال آن صلح را برقرار کرد. به‌همین‌چم مستوفی در آن، واقعه قتل‌عام شهر قزوین که مسقط‌الرأس او بوده را به‌روشنی وصف می‌کند؛ اطلاعات او غالباً از جدّ اعلایش امین‌الدّین نصر مأخوذ گشت.
| وزین رو به قزوین سبتای بجنگ |  | درآمد بکردار غران پلنگ         |
| بدانگه که شد شهر دریای خون  |  | ده و هفت بودی ز ششصد فزون      |
| ز شعبان گذر کرده بد هفت روز |  | که پیدا شد آن محنت و دود و سوز |
| در آنوقت بد حاکم آن دیار    |  | مظفر لقب، مهتری نامدار         |
| بحکم خلیفه در این شهره شهر  |  | ز کار حکومت ورا بود بهر        |
| چو لشکر در این مرز آمد بجنگ |  | ببستند دروازه‌ها همچو سنگ       |
| — دنباله خوانش رجوع به      |  |                                |

محتمل است به‌دلیل حوادث آشفته‌ای که درخلال تلاشی ایلخانان به‌میان آمد، مستوفی اثر خود را پیش از موعد مکتوب به اتمام رسانده‌باشد. این امر زمانی مستعد تأیید می‌گردد که او بعداً نثری از ظفرنامه را نگاشت که در آن به مرگ ابوسعید و نابسامانی‌های پس از او اشاره می‌کند. ظفرنامه را بسیار ارزنده دانستند زیرا گذشته از آن‌که در قسمت سوّم که مختص تاریخ مغول است مطالب ارزشمندی ثبت شده است، از لحاظ وزن، قافیه، ضبط و تلفظ اسامی تاریخی مغولی غنی می‌باشد. از این کتاب بیش‌از یک نسخه وجود ندارد و نسخه ۷۷۰ برگی که در موزه بریتانیا ضبط‌شده، در ۸۰۷ هـ. ق در شیراز استنساخ گردیده است.

### نزهةالقلوب

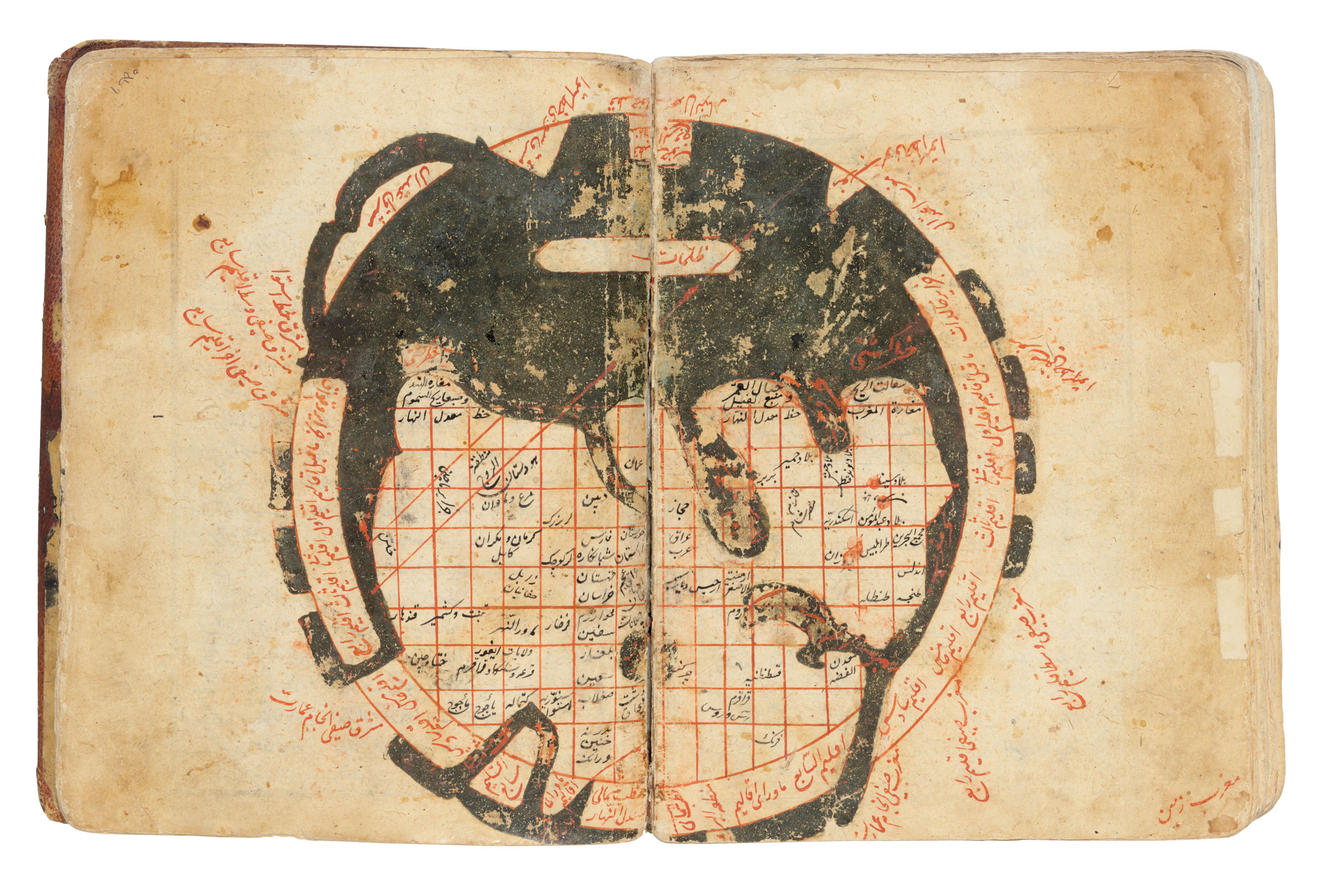
نقشه جغرافیایی ایران که بر اساس نزهةالقلوب و در ۱۸ اکتبر ۱۶۴۱ مـ. در ایران صفوی رسم شده است.

برجسته‌ترین و واپسین اثر مستوفی نُزْهَةُالْقُلوبْ است که عملاً تنها مرجع تقریر جغرافیا و اقدامات دوران ایلخانان است. این کتاب یک منبع حیاتی در مورد دولت، تجارت، زندگی اقتصادی، نزاعات فرقه‌ای، استیفای مالیات و سایر مباحث مشابه است. نزهةالقلوب پنج‌سال بعد از ظفرنامه، مقارن با ۷۴۰ هـ. ق و اوقات اختلال و هرج‌ومرج پس‌از مرگ ابوسعید تألیف گشته است. مستوفی به‌مانند تاریخ گزیده و ظفرنامه، تخصص در این عرصه را نفی می‌کند و بیان می‌دارد که به‌واسطه ترغیب مصاحبین این اثر را تألیف کرده است. او همین‌طور به‌سبب عدم وجود منبع جغرافیایی به زبان فارسی، کتابش را به فارسی تألیف نمود، چراکه اغلب منابع جغرافیایی در مورد ایران (مانند تألیفات ابوزید بلخی و ابن خردادبه) به زبان عربی بودند. نزهةالقلوب مشتمل بر یک مقدمه، سه مقاله و یک خاتمه می‌باشد که مقاله سوّم مهم‌ترین آن است. مقاله اوّل در ذکر تکوین موالید، ثلثه معادن، نبات و حیوان است که خود سه مرتبه دارد؛ مقاله دوّم در ذکر انسان می‌باشد که بر دو گونه است و مقاله سوّم نیز که بر شرح صفت بلدان، ولایات و بقاع است بر چهار قسمت استوار می‌باشد. در مقاله سوّم که قسمت جغرافیایی آن است، مؤلف از حرمین شریفین و بیت‌المقدس سخن می‌گوید و جغرافی ایران، عراق و آسیای صغیر را مشروح می‌سازد. همین‌طور ضمیمه‌ای در جغرافیای طبیعی ایران به‌آن الحاق‌شده که بیان‌کننده ممالکی است در جوار ایران که هرگز تحت سلطنت ایران نبوده‌اند. خاتمه آن نیز در باب عجایب عالم بالاخص ایران است. این کتاب از لحاظ علم جغرافیا و اوضاع و احوال ممالک ایران در قرون وسطی دارای قدر و قیمت شایانی نیز است.
نزهةالقلوب سهم قابل‌توجهی در کمک به تاریخ ملی نژادی ایران داشته است. مستوفی نیز به‌طورقابل‌ملاحظه‌ای از واژه «ایران» در تألیفات خود استعمال کرده است. از زمان سقوط شاهنشاهی ساسانی در ۶۵۱ مـ. آرمان ایران یا ایران‌زمین (ایرانشهر) به‌عنوان یک ماهیت سیاسی از بین رفت. با این حال، این آرمان در جایگاه اصلی از باور ملی ایرانیان باقی ماند و گهگاه در آثار مردم نیز از آن یاد شده است. همین‌طور با ظهور دولت ایلخانی حیات این آرمان تجدید شد. به‌گفته مورّخ مدرن پیتر جکسون، دلیل این تجدید حیات سقوط خلافت عباسی در ۱۲۵۸ مـ. و «بی‌حقوقی نسبی اسلام سیاسی» بود. مستوفی سرحدات ایران را در شرق از رود سند تا خوارزم و ماوراءالنهر، و در غرب تا بیزانس و بلاد شام را منطبق با قلمرو شاهنشاهی ساسانی می‌داند. او همین‌طور استان‌های ایران را در بیست باب شرح می‌دهد: عراق (عراق عرب) یا «قلب ایرانشهر»، عراق عجم، آران، مغان، شروان، گرجستان، بیزانس، ارمنستان، ربیعه، کردستان، خوزستان، فارس، شبانکاره، کرمان، مکران، هرمز، نیمروز، خراسان، مازندران، قومس، طبرستان و گیلان. این شیوه مفهوم‌سازی تاریخ و جغرافیای ایران از قرن سیزدهم توسط مورّخان دیگر مورد تقلید قرار گرفته است.

## عقیده مذهبی
مستوفی در تاریخ گزیده شرح مفصلی از تاریخ دوازده امام ارائه می‌دهد، همین‌طور در نزهةالقلوب به تفصیل مناطق شیعی ایران می‌پردازد که مسبب این شد تا او را «شیعه» بدانند. با این حال، او از شیعیانی مانند سعدالدّین ساوجی که او را رافضی می‌خواند و همچنین از امیر شیعه حاجی دلقندی که او را به‌خاطر حذف سه خلیفه اول در خطبه محکوم کرد، بیزاری می‌جست. ایران‌شناس بریتانیایی چارلز ملویل با توجه به مذهب غالب آن زمان قزوین و مسلک رشیدالدّین فضل‌الله، احتمال می‌دهد که او یک «سنی شافعی» بوده‌باشد.

## آرامگاه

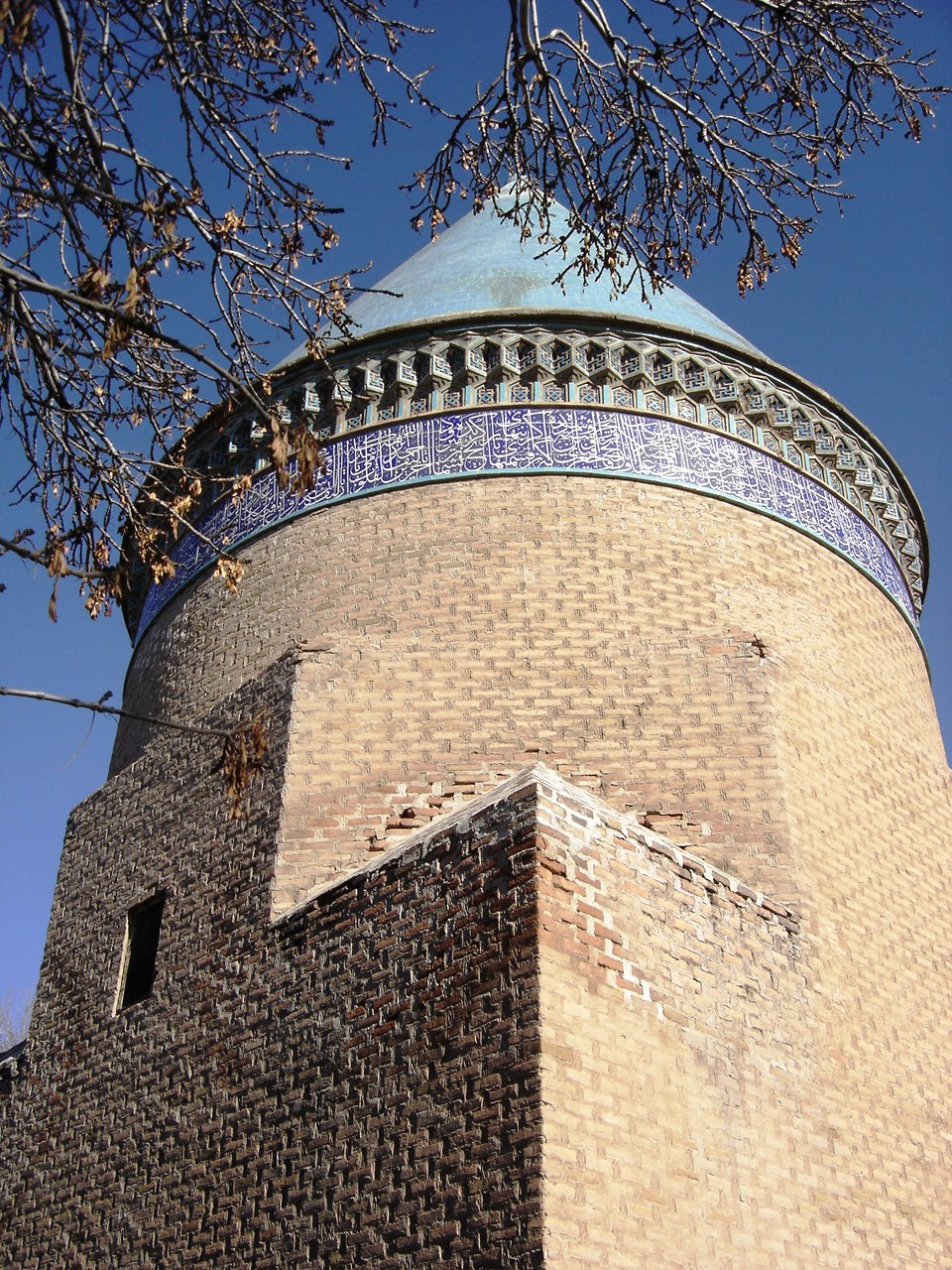
نمایی از آرامگاه مستوفی؛ قزوین، ایران.

مقبره حمدالله مستوفی در نیمه شرقی شهر قزوین، در محله پنبه‌ریسه قرار دارد و به «گنبد دراز» معروف است. آرامگاهِ او که محل توجّه مستشرقین و جهان‌گردان است از نظر قدمت و بنای گنبد اهمیت خاصی دارد. ساختمان آن مربوط به اواخر دوره مغول و از بدایع صنعتی آن، همان وضع ساختمان گنبد است که با مهارتِ هنری کثیرالاضلاع منتظم مبدل به دایره گردیده و بر آن مخروط کاملی تعبیه شده است. بنای برجی شکل آرامگاه ساخته‌شده از آجر، در میانه محوطه‌ای به مساحت بیش از ۱۳۰۰ مـ. قرار دارد. پلان بنا به شکل مربع، به ابعاد ۸۰/ ۶ متر است و فضای داخلی آن به ضلع ۳۰/ ۴ متر، در بالا توسط ۴ سکنج، نخست تبدیل به هشت‌ضلعی، سپس شانزده‌ضلعی، و در نهایت مدور شده است. گنبد بنا رُک دوپوش است. تیزه گنبد داخلی ۹۰/ ۸ متر و رأس مخروط گنبد خارجی، دارای ارتفاعی نزدیک به ۱۶ متر است. در حال حاضر، درِ آرامگاه چوبیِ جدید است که پس از مرمت بنا نصب گردیده است. در قسمت بالای لنگهٔ اول، جمله «لا الٰه الا الله الملک الحق المبین» و در لنگه دیگر جمله «محمد رسول‌الله الصادق البارّ الامین» کنده‌کاری شده است. قسمت پایین درها نیز دارای منبت‌کاری است. درِ اصلی آرامگاه منبت‌کاری است که یک لنگه آن از میان‌رفته و لنگه دیگر برای حفاظت بیشتر به موزه ملی ایران انتقال داده‌شده است. در مقابلِ ورودیِ آرامگاه، پله‌هایی قرار گرفته است که به سرداب می‌رود. فضای سرداب نیز چهارضلعی است و حدود ۹ متر مساحت دارد. داخل بنای آرامگاه دارای ازاره‌ای از کاشی فیروزه‌ای است و در زیر پایه‌های گنبد کتیبه‌ای به خط نسخ گچ‌بری‌شده حاوی سوره دهر (۷۶) است که در ضمن تعمیر، آن را رنگ زده‌اند. در حدود سال ۱۳۱۰ شـ، در زمان فرمانداری اعتمادالدوله صدری، عده‌ای از مردم علاقه‌مند، دیواری پیرامون محوطه آرامگاه کشیدند و تعمیرات مختصری نیز انجام دادند.
با توجه به ارزش‌های فرهنگی و هنری، بنای آرامگاه در ۲۰ بهمن ۱۳۱۸ شـ. به‌شماره ۳۳۲ در فهرست آثار ملی به‌ثبت رسید. پس از ثبت، در ۱۳۱۹ شـ. وزارت فرهنگ با کمک وزارت کشور، آرامگاه را به‌صورت کنونی مرمت اساسی کرد؛ بدین ترتیب، نمای خارجی گنبد که آجری بود، با کاشی پوشش شد؛ مقرنس پای گنبد که غالباً ریخته بود، مرمت شد و زیر مقرنس، کتیبه‌ای از کاشی لاجوردی، به خط نستعلیق نصب گردید. متن کتیبه کاشی، حاوی شرح حال و تألیفات حمدالله مستوفی و تهیه‌کننده متن کتیبه نصرت‌الله مشکوتی مدیر تعمیر ابنیه تاریخی وقت است؛ در پایان کتیبه نیز تاریخ مرمت آرامگاه، مهرماه هزاروسیصدونوزده خورشیدی ثبت شده است.

## ساخت سردیس
سردیس حمدالله مستوفی قزوینی در شهریور ۱۳۹۷ شـ. و در اوّلین گِردِهمایی ساخت سردیس مفاخر و مشاهیر قزوین ساخته شد و همان سال در پارک مشاهیر و سال ۱۴۰۱ شـ. در پیاده راه فرهنگی سبزه میدان نصب و در معرض دید شهروندان و گردشگران قرار گرفت. این سردیس در سال ۱۳۹۷ شـ. توسط مجسّمه‌ساز رضا آزی محمدی ساخته‌شده و توسط سازمان زیباسازی شهرداری قزوین جانمایی و نصب شد.

## نشر آثار

### تاریخ گزیده
پیش‌از همه مستشرق فرانسوی باربیه دومنار در ژورنال آسیاتک سری پنج جلد دهم، باب ششم این کتاب یعنی قسمت‌های مربوط به قزوین را (بدون فصل اوّل یعنی احادیث و اخبار) به فرانسه ترجمه و در ۱۸۵۷ مـ. انتشار داد. تقریباً پنجاه‌سال پس از او ادوارد براون انگلیسی فصل ششم (فصل باب شعرای ایران) را بعد از مقابله با هشت نسخه نسبتاً معتبر دیگر در اکتبر ۱۹۰۰ و ژانویه ۱۹۰۱ مـ. در نشریه انجمن همایون آسیایی به‌چاپ رساند. در همین احوال، مستشرق فرانسوی ژول گانتین باب چهارم (تاریخ سلاطین اسلامی ایران) را به فرانسوی ترجمه و همراه با اصل فارسی در ۱۹۰۳ مـ. در پارس انتشار داد. اما تا سال ۱۹۱۰ مـ. متن فارسی و کامل تاریخ گزیده همچنان به‌صورت خطّی باقی مانده‌بود تا این‌که در آن سال براون نسخه‌ای نسبتاً قدیمی را در نظر گرفت و از روی آن چاپی عکسی تهیه نمود. این نسخه که مربوط به ۸۵۷ هـ. ق بود از متعلقات عبدالعلی میرزا پسر فرهاد میرزا پسر عباس میرزای نایب‌السلطنه بود و خطّ او که بعضی نکات را در حاشیه کتاب توضیح داده است هنوز باقی است اما نسخه مغلوطی بوده و سقطات فراوان دارد. ادوارد براون نیز به‌اتفاق نیکلسن خلاصه‌ای از تاریخ گزیده همراه با حواشی وتوضیحات کافی، به انگلیسی ترجمه‌کرده و در ۱۹۱۳ مـ. در لیدن به‌چاپ رساند. در ایران نیز عبدالحسین نوایی در ۱۳۳۶ چاپ ارزشمندی از آن را در تهران به‌عمل آورد.

### نزهةالقلوب
قسمت‌های مربوط به عراق، عراق عرب، آذربایجان، مغان، آران، شروان و گرجستان توسط مستشرق فقید فرانسوی شارل شفر در جزو ضمائم سیاست‌نامه در ۱۸۹۷ مـ. در پاریس منتشر شد؛ همین‌طور بخش‌های مربوط به مازندران، قومس و گیلان را مستشرق روسی برنهارد دورن در جلد چهارم کتاب Mohammadaniche Quellen در ۱۸۵۸ مـ. در سنت پترزبورگ منتشر نمود. قسمت جغرافیایی (قسمت سوّم) آن را نیز ایران‌شناس فقید انگلیسی گای لسترنج با مقابله با چند نسخه دیگر به‌صورت بیست‌وسومین کتاب از نشریات اوقاف گیب در ۱۹۱۵ مـ. منتشر ساخت و بلافاصله به ترجمه انگلیسی آن مبادرت ورزید. گای لسترنج قبل از چاپ اثرش در تألیف دیگر خود به‌نام ممالک خلافت شرقی نیز از آن بهره برده‌بود. بخش مربوط به حیوانات آن نیز توسط جی استفانسون در ۱۹۲۸ مـ. در لندن چاپ شد. در ایران بخش مربوط به جغرافیای آن توسط محمد دبیرسیاقی پس از مقابله با چند نسخه دیگر و از روی متن چاپی اروپایی در اسفند ۱۳۳۶ به‌طبع رسید. علاوه بر این، تمام مطالب کتاب توسط میرزا محمد شیرازی ملقب به ملک‌الکتاب در ۱۳۱۱ هـ. ق به‌صورت چاپ سنگی در بمبئی منتشر گشت که نسخه مغلوطی است.

## تبارنامه
شجره‌نامه مستوفیان براساس مندرجات حمدالله مستوفی چنین است:
|  |  |  |  |                               |                               |                               |                               |                               |                               |  |  | حُرِّ بْنِ یَزید ریاحی جدّ اعلی        |  |                                |                                |                                |                                |                                |                                |                 |                 |                 |                 |                 |                 |                     |                     |                     |                     |                     |                     |  |  |  |  |  |  |  |  |  |  |  |  |  |  |
|  |  |  |  |                               |                               |                               |                               |                               |                               |  |  |                                 |  |                                |                                |                                |                                |                                |                                |                 |                 |                 |                 |                 |                 |                     |                     |                     |                     |                     |                     |  |  |  |  |  |  |  |  |  |  |  |  |  |  |
|  |  |  |  |                               |                               |                               |                               |                               |                               |  |  | اَبی‌نَصْر اوّلین ملقّب مستوفی        |  |                                |                                |                                |                                |                                |                                |                 |                 |                 |                 |                 |                 |                     |                     |                     |                     |                     |                     |  |  |  |  |  |  |  |  |  |  |  |  |  |  |
|  |  |  |  |                               |                               |                               |                               |                               |                               |  |  |                                 |  |                                |                                |                                |                                |                                |                                |                 |                 |                 |                 |                 |                 |                     |                     |                     |                     |                     |                     |  |  |  |  |  |  |  |  |  |  |  |  |  |  |
|  |  |  |  |                               |                               |                               |                               |                               |                               |  |  | حَمْد                             |  |                                |                                |                                |                                |                                |                                |                 |                 |                 |                 |                 |                 |                     |                     |                     |                     |                     |                     |  |  |  |  |  |  |  |  |  |  |  |  |  |  |
|  |  |  |  |                               |                               |                               |                               |                               |                               |  |  |                                 |  |                                |                                |                                |                                |                                |                                |                 |                 |                 |                 |                 |                 |                     |                     |                     |                     |                     |                     |  |  |  |  |  |  |  |  |  |  |  |  |  |  |
|  |  |  |  |                               |                               |                               |                               |                               |                               |  |  | نَصْر                             |  |                                |                                |                                |                                |                                |                                |                 |                 |                 |                 |                 |                 |                     |                     |                     |                     |                     |                     |  |  |  |  |  |  |  |  |  |  |  |  |  |  |
|  |  |  |  |                               |                               |                               |                               |                               |                               |  |  |                                 |  |                                |                                |                                |                                |                                |                                |                 |                 |                 |                 |                 |                 |                     |                     |                     |                     |                     |                     |  |  |  |  |  |  |  |  |  |  |  |  |  |  |
|  |  |  |  |                               |                               |                               |                               |                               |                               |  |  | سِیْفُ‌الدّین یوسُف                   |  |                                |                                |                                |                                |                                |                                |                 |                 |                 |                 |                 |                 |                     |                     |                     |                     |                     |                     |  |  |  |  |  |  |  |  |  |  |  |  |  |  |
|  |  |  |  |                               |                               |                               |                               |                               |                               |  |  |                                 |  |                                |                                |                                |                                |                                |                                |                 |                 |                 |                 |                 |                 |                     |                     |                     |                     |                     |                     |  |  |  |  |  |  |  |  |  |  |  |  |  |  |
|  |  |  |  |                               |                               |                               |                               |                               |                               |  |  | سَعْدُالدّین حَسَنْ                    |  |                                |                                |                                |                                |                                |                                |                 |                 |                 |                 |                 |                 |                     |                     |                     |                     |                     |                     |  |  |  |  |  |  |  |  |  |  |  |  |  |  |
|  |  |  |  |                               |                               |                               |                               |                               |                               |  |  |                                 |  |                                |                                |                                |                                |                                |                                |                 |                 |                 |                 |                 |                 |                     |                     |                     |                     |                     |                     |  |  |  |  |  |  |  |  |  |  |  |  |  |  |
|  |  |  |  |                               |                               |                               |                               |                               |                               |  |  | اَمینُ‌الدّین نَصْر معاصر سلاجقه عراق |  |                                |                                |                                |                                |                                |                                |                 |                 |                 |                 |                 |                 |                     |                     |                     |                     |                     |                     |  |  |  |  |  |  |  |  |  |  |  |  |  |  |
|  |  |  |  |                               |                               |                               |                               |                               |                               |  |  |                                 |  |                                |                                |                                |                                |                                |                                |                 |                 |                 |                 |                 |                 |                     |                     |                     |                     |                     |                     |  |  |  |  |  |  |  |  |  |  |  |  |  |  |
|  |  |  |  |                               |                               |                               |                               |                               |                               |  |  |                                 |  |                                |                                |                                |                                |                                |                                |                 |                 |                 |                 |                 |                 |                     |                     |                     |                     |                     |                     |  |  |  |  |  |  |  |  |  |  |  |  |  |  |
|  |  |  |  | عِزُّالدّین خواجه                 | عِزُّالدّین خواجه                 | عِزُّالدّین خواجه                 | عِزُّالدّین خواجه                 | عِزُّالدّین خواجه                 | عِزُّالدّین خواجه                 |  |  |                                 |  |                                |                                |                                |                                |                                |                                | زِیْن‌ُالدّین حَمْد    | زِیْن‌ُالدّین حَمْد    | زِیْن‌ُالدّین حَمْد    | زِیْن‌ُالدّین حَمْد    | زِیْن‌ُالدّین حَمْد    | زِیْن‌ُالدّین حَمْد    |                     |                     |                     |                     |                     |                     |  |  |  |  |  |  |  |  |  |  |  |  |  |  |
|  |  |  |  | عِزُّالدّین خواجه                 | عِزُّالدّین خواجه                 | عِزُّالدّین خواجه                 | عِزُّالدّین خواجه                 | عِزُّالدّین خواجه                 | عِزُّالدّین خواجه                 |  |  |                                 |  |                                |                                |                                |                                |                                |                                | زِیْن‌ُالدّین حَمْد    | زِیْن‌ُالدّین حَمْد    | زِیْن‌ُالدّین حَمْد    | زِیْن‌ُالدّین حَمْد    | زِیْن‌ُالدّین حَمْد    | زِیْن‌ُالدّین حَمْد    |                     |                     |                     |                     |                     |                     |  |  |  |  |  |  |  |  |  |  |  |  |  |  |
|  |  |  |  | ناصِرِالدّین اَبوبَکْر              | ناصِرِالدّین اَبوبَکْر              | ناصِرِالدّین اَبوبَکْر              | ناصِرِالدّین اَبوبَکْر              | ناصِرِالدّین اَبوبَکْر              | ناصِرِالدّین اَبوبَکْر              |  |  |                                 |  |                                |                                |                                |                                |                                |                                | تاج‌ِالدّین اَبوبَکْر | تاج‌ِالدّین اَبوبَکْر | تاج‌ِالدّین اَبوبَکْر | تاج‌ِالدّین اَبوبَکْر | تاج‌ِالدّین اَبوبَکْر | تاج‌ِالدّین اَبوبَکْر |                     |                     |                     |                     |                     |                     |  |  |  |  |  |  |  |  |  |  |  |  |  |  |
|  |  |  |  | ناصِرِالدّین اَبوبَکْر              | ناصِرِالدّین اَبوبَکْر              | ناصِرِالدّین اَبوبَکْر              | ناصِرِالدّین اَبوبَکْر              | ناصِرِالدّین اَبوبَکْر              | ناصِرِالدّین اَبوبَکْر              |  |  |                                 |  |                                |                                |                                |                                |                                |                                | تاج‌ِالدّین اَبوبَکْر | تاج‌ِالدّین اَبوبَکْر | تاج‌ِالدّین اَبوبَکْر | تاج‌ِالدّین اَبوبَکْر | تاج‌ِالدّین اَبوبَکْر | تاج‌ِالدّین اَبوبَکْر |                     |                     |                     |                     |                     |                     |  |  |  |  |  |  |  |  |  |  |  |  |  |  |
|  |  |  |  |                               |                               |                               |                               |                               |                               |  |  |                                 |  |                                |                                |                                |                                |                                |                                |                 |                 |                 |                 |                 |                 |                     |                     |                     |                     |                     |                     |  |  |  |  |  |  |  |  |  |  |  |  |  |  |
|  |  |  |  | فَخْرِالدّین محمّد وزیر و حاکم روم | فَخْرِالدّین محمّد وزیر و حاکم روم | فَخْرِالدّین محمّد وزیر و حاکم روم | فَخْرِالدّین محمّد وزیر و حاکم روم | فَخْرِالدّین محمّد وزیر و حاکم روم | فَخْرِالدّین محمّد وزیر و حاکم روم |  |  |                                 |  | زِیْن‌ُالدّین محمّد نایب دیوان وزارت | زِیْن‌ُالدّین محمّد نایب دیوان وزارت | زِیْن‌ُالدّین محمّد نایب دیوان وزارت | زِیْن‌ُالدّین محمّد نایب دیوان وزارت | زِیْن‌ُالدّین محمّد نایب دیوان وزارت | زِیْن‌ُالدّین محمّد نایب دیوان وزارت |                 |                 |                 |                 |                 |                 | حَمْدُالله مُسْتوفی مؤلف | حَمْدُالله مُسْتوفی مؤلف | حَمْدُالله مُسْتوفی مؤلف | حَمْدُالله مُسْتوفی مؤلف | حَمْدُالله مُسْتوفی مؤلف | حَمْدُالله مُسْتوفی مؤلف |  |  |  |  |  |  |  |  |  |  |  |  |  |  |

## یادداشت
1. ↑  در کلیه نسخ قدیمی نام مستوفی به‌صورت «حمد» ذکر شده است و نه حمدالله. در یک نسخه که در حدود قرن دهم نگاشته‌شده و در کتابخانه ایاصوفیه استانبول ضبط است نام وی و پدرش چنین نقل شده است: «حمد بن ابی‌بکر بن حمد بن نصر مستوفی قزوینی» و بعد در نسخه دیگری از کتابخانه فوق‌الذکر، صرف‌نظر از اختلاف ترتیب نسب بدان صورت «حمد بن محمد بن ابی‌بکر بن حمد بن نصر المستوفی» یاد شده است. در هر دو عنوان، نام وی و جدّش حمد مرقوم است. مستوفی، «شرح حال مؤلف و خاندانش»، تاریخ گزیده، یا.
2. ↑  از سروده‌های ملمّع او:
| در برلغ غم تو ز بس ناله‌های سخت  |  | خون شد دل چریک و رعایا و لشکری |
| هندوستان زلف تو را چشم ترک تو   |  | ایلغار کرده همچو قشون نکودری   |
| قامان طرّه‌های تو چون کلک بخشیان  |  | کردند مشق بر رخ تو خطّ اویغوری  |
| تا باسماق عشق تو در ملک دل نشست |  | از یارغوی هجر تو برخاست داوری  |صفا، تاریخ ادبیات در ایران، ۳۱۳.
3. ↑  خواجه سعدالدّین ساوجی از همکاران رشیدالدّین فضل‌الله بود که با تحرک و دسیسه علی‌شاه گیلانی از مقام فرو افتاد و به‌قتل رسید. گیلانی فوراً جایگزین او شد و دسیسه‌ای ناثمر علیه رشیدالدّین طراحی نمود که دامنگیر خویش گشت. براون، تاریخ ادبی ایران، ۹۸–۹۹.
4. ↑  از اشعار ظفرنامه در مورد سخنان کیقباد:| چنین گفت اصل کیان کیقباد        |  | که خلقند مزدور و شه اوستاد   |
| بکار جهان گشته کاری گران        |  | کنند هر یکی کوششی اندر آن    |
| نه آن را برین و نه این را بر آن |  | ستم کرد باید بکار جهان       |
| که چون بر یکی زان برانند زور    |  | بر آید از آن هر دو یکبار شور |همایی، تاریخ ادبیات ایران، ۲۵۳.
5. ↑  دکتر ریو شاعر و مترجم فقید بریتانیایی، ظفرنامه را به‌تفصیل وصف می‌کند و می‌نویسد: از قدر و قیمت تاریخی آن کتاب نباید به‌هیچ‌وجه غافل بود، مخصوصاً که مؤلف نسبت به بیان وقایع و تواریخ ایام بسیار دقت کرده است. براون، تاریخ ادبی ایران، ۱۳۸.
6. ↑  حمدالله مستوفی نیز گفته است:| ظفرنامه کن نام این نامه را |  | بدین تازه کن رسم شهنامه را |صفا، حماسه‌سرایی در ایران، ۳۵۵.
7. ↑  تاریخ اتمام آن در تقاویم دیگر مطابق ۱۶۴۴ اسکندری و ۷۰۲ یزدگردی نیز است. همین‌طور مستوفی گفته است:| ز هجرت شده هفصدوسی‌وپنج    |  | بر از رنج این نامه‌ام بود گنج |
| ز اسکندری از هزار این‌زمان |  | چل‌وچاروششصد فزون سالیان      |
| ز شه یزدگردی دو بر هفتصد  |  | فزون گشته شد رهنمایم خرد     |
| کتاب ظفرنامه کردم تمام    |  | ز ما بر پیمبر درود و سلام    |
صفا، حماسه‌سرایی در ایران، ۳۵۶.
8. ↑  مستوفی نیز در این باب سروده است:| کتاب نخستین ز کار عرب       |  | پدید آمده نکته‌های عجب        |
| به اسلامی آن را لقب آمده    |  | چو اسلام از اهل عرب آمده     |
| کتاب دوم شرح حال عجم        |  | در او گشته پیدا ز بیش و ز کم |
| به احکام آن را نهادم بنام   |  | چو بر حکم دین آن دول شد تمام |
| کتاب سیوم آمده از مغول      |  | فروزنده چون از چمن برگ گل    |
| به سلطانی آمد من آن را خطاب |  | چو دارد به سلطان دین انتساب  |صفا، حماسه‌سرایی در ایران، ۳۵۵.
9. ↑  ماحصل پانزده سال رنج، هفتادوپنج‌هزار بیت سروده است که بیست‌وپنج‌هزار بیت آن به‌قسم اسلامی، بیست‌هزار بیت به‌قسم احکام و سی‌هزار بیت به‌قسم سلطانی متعلق است.| کشیدم در این پانزده سال رنج |  | بگفتم سخن پانزده بار پنج  |
| عرب بیست‌وپنج و عجم بیست‌هزار |  | مغول سی‌هزار آمد اندر شمار |

و ایضاً جمیع حکایات و سرگذشت‌های اعراب و مغولان در آن مشروح است.| ز تازیک و از سروران مغول |  | بجستم حکایت ز جزو ز کل |
صفا، حماسه‌سرایی در ایران، ۳۵۶.